# بازی‌های اروپایی
بازی‌های اروپایی (به انگلیسی: European Games)، یک رویداد چندورزشی است که در آن ورزشکارانی از سراسر قارهٔ اروپا به رقابت می‌پردازند. این بازی‌ها تحت نظر کمیته المپیک اروپا برگزار می‌شوند. در ۸ دسامبر ۲۰۱۲، این کمیته در ۴۱امین مجمع عمومی خود در رم، تصمیم به برگزاری بازی‌های اروپایی گرفت.
نخستین دوره این بازی‌ها در ژوئن ۲۰۱۵ در شهر باکو، کشور جمهوری آذربایجان برگزار شده و پس از آن قرار است، هر ۴ سال یک بار برگزار شود. در دوره نخست بازی‌ها در باکو در ۲۰ رشته ورزشی رقابت انجام می‌شود.

## کشورهای میزبان
| نخسه | سال  | شهر میزبان               | کشور میزبان      | افتتاح توسط                  | تاریخ شروع | تاریخ پایان | تعداد کشورها | تعداد ورزشکاران | تعداد ورزش‌ها | مدال‌ها | تیم برتر      | Ref.  |
| ---- | ---- | ------------------------ | ---------------- | ---------------------------- | ---------- | ----------- | ------------ | --------------- | ------------ | ------ | ------------- | ----- |
| I    | ۲۰۱۵ | باکو                     | جمهوری آذربایجان | رئیس جمهور الهام علی‌اف       | ۱۲ ژوئن    | ۲۸ ژوئن     | ۵۰           | ۵٬۸۹۸           | ۲۱           | ۲۵۳    | روسیه (RUS)   | [ ۱ ] |
| II   | ۲۰۱۹ | مینسک                    | بلاروس           | رئیس جمهور الکساندر لوکاشنکو | ۲۱ ژوئن    | ۳۰ ژوئن     | ۵۰           | ۴٬۰۸۲           | ۱۵           | ۲۰۰    | روسیه (RUS)   | [ ۲ ] |
| III  | ۲۰۲۳ | کراکوف-استان لهستان کوچک | لهستان           | رئیس جمهور آندژی دودا        | ۲۱ ژوئن    | ۲ ژوئیه     | ۴۸           | ۶٬۸۵۷           | ۲۹           | ۲۵۳    | ایتالیا (ITA) | [ ۳ ] |
| IV   | ۲۰۲۷ | استانبول                 | ترکیه            | رئیس‌جمهور ترکیه (expected)   | TBD        | TBD         | TBD          | TBD             | TBD          | TBD    | TBD           | [ ۴ ] |

## لینک های خارجی
- Official website